# Эдисон (тауншип, Миннесота)
Эдисон (англ. Edison) — тауншип в округе Суифт, Миннесота, США. На 2000 год его население составило 131 человек.

## География
По данным Бюро переписи населения США площадь тауншипа составляет 92,6 км², из которых 92,4 км² занимает суша, а 0,2 км² — вода (0,17 %).

## Демография
По данным переписи населения 2000 года здесь находились 131 человек, 55 домохозяйств и 42 семьи. Плотность населения —  1,4 чел./км². На территории тауншипа расположена 61 постройка со средней плотностью 0,7 построек на один квадратный километр. Расовый состав населения: 93,89 % белых, 0,76 % азиатов, 4,58 % — других рас США и 0,76 % приходится на две или более других рас. Испанцы или латиноамериканцы любой расы составляли 4,58 % от популяции тауншипа.
Из 55 домохозяйств в 25,5 % воспитывались дети до 18 лет, в 67,3 % проживали супружеские пары, в 3,6 % проживали незамужние женщины и в 23,6 % домохозяйств проживали несемейные люди. 21,8 % домохозяйств состояли из одного человека, при том 10,9 % из — одиноких пожилых людей старше 65 лет. Средний размер домохозяйства — 2,38, а семьи — 2,71 человека.
22,1 % населения — младше 18 лет, 6,1 % — в возрасте от 18 до 24 лет, 21,4 % — от 25 до 44, 32,8 % — от 45 до 64, и 17,6 % — старше 65 лет. Средний возраст — 45 лет. На каждые 100 женщин приходилось 98,5 мужчин. На каждые 100 женщин старше 18 приходилось 112,5 мужчин.
Средний годовой доход домохозяйства составлял 39 375 долларов, а средний годовой доход семьи —  44 375 долларов. Средний доход мужчин —  31 250  долларов, в то время как у женщин — 21 250. Доход на душу населения составил 22 796 долларов. За чертой бедности не находилась ни одна семья и 0,9 % всего населения тауншипа.